# Kikkan Randall
Pour les articles homonymes, voir Randall.
Kikkan Randall, née le 31 décembre 1982 à Salt Lake City, est une fondeuse américaine. Elle est la meilleure fondeuse américaine de l'histoire. Après avoir remporté deux médailles individuelles en championnats du monde, l'argent en sprint aux mondiaux 2009 à Liberec et le bronze lors de l'édition 2017 de Lahti, elle remporte l'or olympique avec sa compatriote Jessica Diggins lors de l'épreuve du sprint par équipes des Jeux olympiques de Pyeongchang en 2018, le premier titre olympique américain en ski de fond. En Coupe du monde, elle gagne à trois reprises le petit globe de cristal de sprint en 2012, 2013 et en 2014, et compte vingt-neuf podiums individuels (en comptamt les étapes de mini-tour et de Tour de ski) dont treize victoires et aussi une victoire par équipes. À Pyeongchang, Kikkan Randall est élue par ses pairs à la commission des athlètes du Comité international olympique, dont elle devient membre pour une période de huit ans.

## Biographie

### Enfance
Kikkan Randall naît à Salt Lake City où sa famille vit pendant les études de sa mère étudie le droit à l'Université de l'Utah. Après sa naissance, la famille retourne en Alaska. Dans sa famille elle compte deux anciens participants à des Jeux olympiques, Chris Haines, est un fondeur qui participe aux jeux olympiques de 1976 à Innsbruck, 52e du trente kilomètres, alors que sa tante, Betsy Haines, termine à la 37e place des jeux olympiques de 1980 à Lake Placid.
Dès sa jeunesse, elle est plongée dans le monde du ski : pour son premier anniversaire, son père lui offre une paire de chaussures de ski et une paire de ski de 31 inch, environ 78 centimètres. Durant ses premières années, elle pratique l'athlétisme, obtenant des titres d'état avec son lycée, East Anchorage High School, avec pour ambition du courir en NCAA. Lors de sa deuxième année de lycée, elle rejoint un programme de ski de fond, sport dont elle se passionne rapidement.

### Carrière sportive

#### Débuts internationaux et premiers championnats du monde
En janvier 2000, elle participe à deux courses de Continental Cup, puis participe aux championnats du monde junior à Strbske Pleso. En mars de la même année, elle participe à des courses FIS à Sun Valley. L'année suivante, après avoir disputé des courses de Continental Cup et des championnats américains, elle connait sa première participation à une qualification pour une course de coupe du monde lors d'un sprint libre à Soldier Hollow. Lors des championnats du monde junior quisuivent, à Karpacz-Szklarska, elle termine 36e d'un quinze kilomètres, 23e d'un cinq kilomètres et finaliste du sprint libre où elle termine sixième. Le même mois, elle est retenue pour les mondiaux 2001 disputés à Lahti où elle termine 34e du sprint libre. Lors de la saison 2001-2002, elle participe au Continental Cup et aux courses FIS, disputant toufois les mondiaux juniors de Schonach, où elle termine 65e d'un cinq kilomètres et 19e du sprint. Elle obtient également la sélection pour participer à ses premiers Jeux olympiques d'hiver, où elle obtient une 44e place du sprint libre.
Après un début de saison passée sur le Continental Cup, où elle remporte un sprint à West Yellowstone, elle participe aux mondiaux de Val di Fiemme où elle termine 50e du dix kilomètres classique, 54e de la poursuite, et 39e du sprint libre. Enfin de saison, elle obtient un podium sur une course FIS lors du sprint libre d'Eastern. Au début de la saison 2003-2004, Randall obtient deux podiums à Anchorage sur des courses de Continental Cup. Elle obtient un total de sept podiums sur ce circuit, dont une victoire lors du sprint de Telemark.
Kikkan Randall commence sa saison 2004-2005 par une victoire à domicile, à Anchorage, sur une course FIS, un cinq kilomètres libre. Elle participe ensuite au circuit Nor-Am Cup.  Kikkan Randall prend son premier départ sur une course de coupe du monde à Pragelato pour un sprint par équipes, avec Wendy Kay Wagner, terminant à la douzième place. Le mois suivant, elle participe à ses premières courses individuelles, un dix kilomètres où elle termine 70e puis un sprint où elle ne franchit pas les qualifications. Lors des  championnats du monde d'Oberstdorf, elle participe à quatre épreuves, le dix kilomètres libre où elle termine 65e, le relais quatre fois cinq kilomètres, terminé à la quinzième place, le sprint classique où elle se qualifie en 29e position avant d'échouer lors de son quart de finale et le relais par équipes où elle termine quatorzième.

#### 2006-2007
La saison suivante, elle dispute d'abord le Nor-Am Cup, puis les championnats américains où elle obtient deux titres, avant de retrouver la coupe du monde en février 2006 à Davos où elle est éliminée en quarts de finale du sprint libre. Lors des Jeux olympiques de Turin, elle obtient tout d'abord une dixième place du sprint par équipes, puis termine 53e du dix kilomètres classique avant de finir quatorzième du relais quatre fois cinq kilomètres avec les Américaines. Sur le sprint, disputé en style classique, elle termine dixième de la qualification avant de s'incliner en demi-finale. Elle dispute la finale du sprint de Borlaenge, sa première en coupe du monde, obtenant ainsi avec sa cinquième place son premier Top 10. Après une élimination dès les qualifications du sprint classique à Drammen, elle finit sa saison sur le circuit Nor-Am Cup.
Kikka Randall fait ses débuts lors de la Coupe du monde de ski de fond 2006-2007 par un dix kilomètres à Gaellivare, puis dispute une demi-finale à Kuusamo lors d'un sprint classique. Après des championnats nationaux, elle retrouve la coupe du monde à Rybinsk ou elle obtient une troisième place derrière l'Italienne Arianna Follis et l'Allemande Claudia Kuenzel sur un sprint libre. À Otepää, elle ne franchit pas les qualifications du sprint classique. Lors d'un sprint classique disputé en Chine à Changchun, elle termine septième, éliminée en demi-finale. Elle se rend au Japon à Sapporo pour les mondiaux. Elle est éliminée en quarts de finale du sprint classique, et termine onzième du sprint par équipes. Elle dispute également la poursuite, terminant 41e, et le relais quatre fois cinq kilomètres où les Américaines terminent à la quatorzième place. Lors de son retour sur la coupe du monde, elle échoue en demi-finale à Lahti, est éliminée en qualifications à Drammen et en quarts de finale à Stockholm.

#### 2008 et 2009: premier podium en Coupe du monde et aux Championnats du monde
Quart de finaliste à Kuusamo pour ses débuts sur la coupe du monde 2007-2008, elle  remporte une course FIS à Zug puis, une semaine plus tard, le sprint de Rybinsk devant la Norvégienne Astrid Jacobsen et la Russe Natalia Korosteleva. Elle remporte ainsi sa première course de coupe du monde, devenant également la première Américaine à le faire. Après deux titres de championne des États-Unis obtenus à Houghton, elle dispute deux courses à Canmore, éliminée en qualifications du sprint classique, puis demi-finaliste du sprint libre. Elle est ensuite éliminée en quarts de finale lors du sprint classique d'Otepää. À Stockholm, elle est de nouveau éliminée lors des qualifications du sprint classique, avant de disputer la finale du sprint libre de Lahti où elle termine cinquième. Elle termine sa saison de coupe du monde par un nouvel échec en qualifications lors du sprint classique de Drammen.
Kikkan Randall termine deuxième du sprint des championnats du monde de Liberec, derrière l'Italienne Arianna Follis, devenant ainsi la première médaillée américaine en ski de fond, tant pour les mondiaux que pour les Jeux olympiques. Dans les autres épreuves auxquelles elle participe lors de ces mondiaux, elle termine dixième avec Laura Valaas lors du sprint par équipes, et treizième du relais. Après ces mondiaux, elle ne franchit pas les qualifications à Lahti, puis est éliminée en quarts de finale à Trondheim. Elle échoue de nouveau lors des qualifications lors du sprint de Stockholm, ouverture des Finales de la coupe du monde. Elle termine finalement 49e de ce mini-tour.

#### 2010-2011: Jeux olympiques de Vancouver
Malgré sa deuxième place à Liberec, elle ne figure pas dans principales favorites du sprint des Jeux olympiques : elle ne s'est alors jamais qualifiée pour une finale d'un sprint disputé en style classique. Dixième des qualifications, dont le meilleur temps est réalisé par Marit  Bjørgen, elle se qualifie pour les demi-finales en tant que lucky loosers, meilleurs temps des non qualifiés aux places,. Elle termine quatrième de sa demi-finale, terminant finalement huitième du classement de la compétition. Onzième avec le relais américain, elle dispute également le trente kilomètres où elle se classe 23e. Après avoir échoué dans sa tentative de qualification lors du sprint classique de Drammen, elle termine à la deuxième place lors du sprint libre d'Oslo, devancée par Marit Bjørgen.  Quart de finaliste du sprint classique de Stockholm en ouverture des Finales, elle termine 17e de ce mini-tour.
Elle commence sa saison suivante par une victoire sur le sprint libre de Muonio, une course FIS disputée en Finlande. Lors du sprint classique de Kuusamo, elle ne parvient pas à franchir les qualifications, terminant 19e de ce Nordic Opening. Elle obtient son premier podium de la saison de coupe du monde à Düsseldorf où elle est deuxième derrière Arianna Follis. À Davos, elle est devancée par Marit Bjørgen et Arianna Follis. Seizième du prologue du tour de ski d'Oberhof, elle termine 17e du sprint classique d'Oberstdorf et cinquième du sprint libre de Toblach. Elle termine le tour sur une 21e place finale. À Liberec, elle remporte son deuxième succès en coupe du monde en s'imposant devant la Suédoise Hanna Falk et la Norvégienne Celine Brun-Lie.  Le mois suivant, À Drammen, c'est face à Maiken Caspersen Falla et Charlotte Kalla qu'elle s'impose. Alors en tête du classement des sprints, elle est présentée comme l'une des principales rivales de Marit Bjørgen pour le sprint libre des championnats du monde d'Oslo. Après un neuvième temps des qualifications, elle est éliminée dès les quarts de finale après avoir croisé les skis avec Ida Ingemarsdotter, l'une des deux Suédoises avec lesquelles elle lutte pour les places qualificatives. Lors du sprint par équipes, elle termine neuvième, place également obtenue lors du relais. À Lahti, elle s'incline en quarts de finale d'un sprint classique, Lors du sprint d'ouverture des Finales, en style classique à Stockholm, elle échoue en demi-finale, terminant finalement le mini-tour à la seizième place. Elle termine finalement à la troisième place du classement général des sprints, classement remporté par la Slovène Petra Majdič devant l'Italienne Arianna Follis.

#### 2012: premier petit globe de cristal
Lors de la coupe du monde 2011-2012, elle dispute pour la première fois de sa carrière une finale d'un sprint classique, à Kuusamo, où elle termine quatrième lors du Nordic opening dont elle termine à la sixième place du classement général. Elle est victorieuse à Düsseldorf devant la Russe Natalia Matveeva et la Suisse Laurien Van Der Graaff. Deuxième sur le même site du sprint par équipes avec Sadie Bjornsen, elle remporte le sprint de Davos devant Natalia Matveeva et Maiken Caspersen Falla. À Rogla, elle termine dernière de la finale. Lors du tour de ski, elle echoue en demi-finale du sprint classique d'Oberstdorf et deuxième, derrière Marit Bjørgen, du sprint libre de Toblach. À Milan, elle obtient termine deux fois à la deuxième, sur le sprint derrière Ida Ingemarsdotter et du sprint par équipes avec Jessica Diggins derrière les Suédoises. Elle échoue de nouveau en demi-finale d'un sprint classique, à Otepää, puis à ce même stade à Moscou pour un sprint libre. Elle termine ensuite troisième du sprint libre de Szklarska Poreba en Pologne, et cinquième d'un sprint classique à Lahti. Huitième à Stockholm, elle termine finalement les Finales à cette même place. Elle remporte le classement des sprints avec 658 points, devant Maiken Caspersen Falla et Marit Bjørgen. Elle est la première Américaine, depuis Bill Koch en 1982, à remporter un classement de coupe du monde de ski de fond.

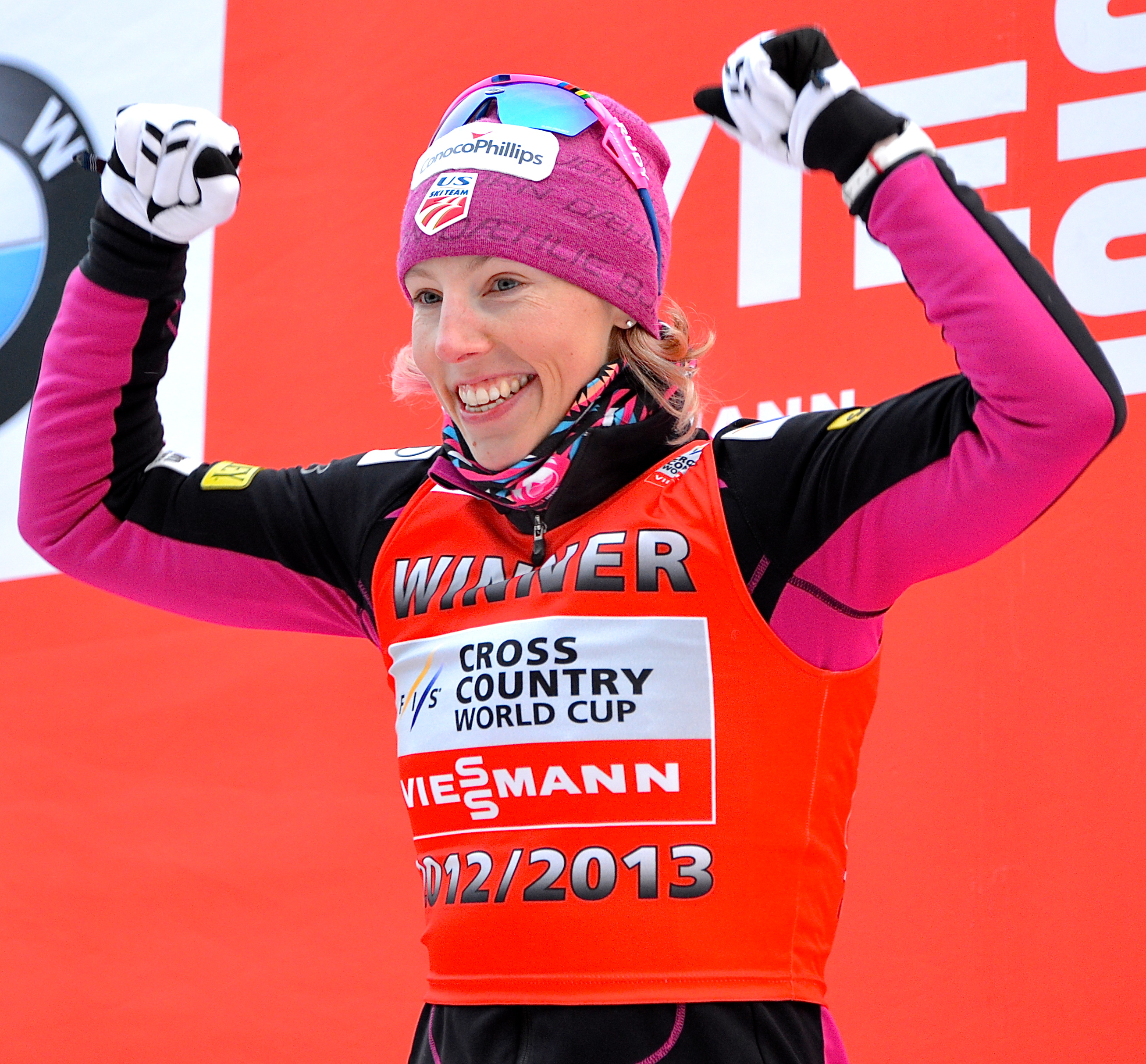
Kikkan Randall, vainqueure de la coupe du monde de sprint 2012-2013.

#### 2013-2014: deux autres petits globes
Au début de la saison 2012-2013, Kikkan Randall obtient son premier podium sur une course de distance en coupe du monde sur le dix kilomètres de Gällivare, remporté par Marit  Bjørgen devant Therese Johaug. Lors du Nordic Opening de Kuusamo, elle échoue en demi-finale du sprint classique, mais obtient un nouveau podium sur une course de distance en terminant deuxième du cinq kilomètres, terminant finalement à la cinquième place du classement général. Elle enchaine par une victoire à Quebec en sprint par équipes, avec Jessica Diggins, puis sur le sprint du lendemain, devant Maiken Caspersen Falla et Ida Ingemarsdotter. La semaine suivante, lors de l'étape de Canmore, elle termine sixième d'un dix kilomètres classique mass-start, puis termine deuxième du sprint derrière Falla. Elle termine cette étape par une huitième place sur le skiathlon. Vainqueure du prologue du tour de ski, elle remporte une deuxième victoire d'étape avec le sprint libre de Val Muestair. Elle termine finalement à la douzième place du classement général. Avant les mondiaux, elle remporte une nouvelle victoire, à Sotchi, sur le sprint libre où elle devance la Française Aurore Jean et la Norvégienne Celine Brun-Lie.
19e du sprint des mondiaux 2013 de Val di Fiemme, Kikkan Randall remporte ensuite avec Jessica Diggins le sprint par équipes devant la Suède et la Finlande. Elle fait partie du relais quatre fois cinq kilomètres, également composé de Sadie Bjornsen, Elizabeth Stephen et Jessica Diggins, qui termine quatrième. En fin de saison, elle remporte son deuxième globe consécutif de la discipline des sprints, devant la Polonaise Justyna Kowalczyk. Elle est également troisième du classement général, remporté par Kowalczyk devant Therese Johaug.
Après avoir commencé sa saison à eitostoelen lors de courses FIS, remportant le sprint libre, elle participe au Nordic Opening disputé à Kuusamo. Lors de celui-ci, elle obtient son premier podium en coupe du monde sur un sprint classique, derrière Justyna Kowalczyk. Elle termine finalement cinquième de celui-ci. Troisième à Lillehammer avec le relais américain, elle termine deuxième à Davos d'un sprint libre remporté par Marit Bjørgen. Éliminée en quarts de finale du sprint classique d'Asiago, où elle est également cinquième d'un sprint par équipes avec Sadie Bjornsen, elle remporte le sprint de Nove Mesto devant Laurien Van Der Graaff et Ingvild Flugstad Østberg. Une semaine plus tard, à Szklarska Poreba en Pologne, elle devance l'Allemande Denise Herrmann et la Vesna Fabjan. Lors de la dernière étape avant les Jeux olympiques, à toblach, elle termine cinquième du sprint remporté par Marit Bjørgen. 
Randall Marit Bjørgen et sont les deux favorites du sprint . 18e des qualifications, elle termine quatrième de son quart de finale, qui comprend également Marit Bjørge et Denise Herrmann, et ne parvient pas à se qualifier pour la suite de la compétition. Neuvième avec le relais américain, elle termine huitième du sprint par équipes, avec Sophie Caldwell et termine les jeux lors du trente kilomètres par une 28e place. Après les jeux, elle remporte le sprint de Lahti, devant Katja Visnar et Sophie Caldwell, puis échoue en demi-finale du sprint classique de Drammen. Lors des Finales disputées à Falun, où elle termine finalement treizième, elle termine quatrième d'un sprint classique. Avec 558 points, elle remporte le classement des sprints, son troisième globe consécutif de la spécialité, en devançant l'Allemande Denise Herrmann et Marit Bjørgen. Elle est ainsi la troisième fondeuse à obtenir trois globe consécutifs, après la Norvégienne Bente Skari, cinq titres entre 1998 et 2002, et Marit Bjørgen, quatre titres entre 2003 et 2006. Elle termine au sixième rang du classement général de la coupe du monde remporté par Therese Johaug.
Éliminée en quarts de finale du sprint classique de Ruka, sa première compétition de la coupe du monde 2014-2015 puis éliminée en qualifications à Lillehammer lors du nordic Opening, elle échoue de nouveau sur un sprint libre à Davos, éliminée en quarts de finale. Lors du tour de ski, elle dispute une demi-finale du sprint libre au Val Mustair. Pour son dernier sprint avant les mondiaux, à Oestersund, elle est éliminée en qualifications.

#### 2015-2018
Comme lors de l'édition précédente, le sprint des mondiaux 2015 se déroule en sprint classique. Elle ne franchit pas la phase de qualifications. Elle termine à la 31e place du skiathlon, puis elle est alignée sur le dix kilomètres libre où elle termine quinzième. Pour le sprint par équipes, où l'équipe américaine est détentrice du titre, Jessica Diggins est le premier choix de l'entraîneur Chris Grover qui choisit finalement Sophie Caldwell en tant que deuxième fondeuse. Randall ne figure également pas dans le relais quatre fois cinq kilomètres. 
Finalement, elle remporte son premier podium de saison en mars à Lahti, où elle termine troisième derrière Marit Bjørgen et Ingvild Flugstad Østberg. Elle termine saison par une non qualification lors du sprint classique de Drammen.
En octobre 2015, elle annonce son forfait pour la saison 2015-2016 pour mettre au monde un enfant, tout en conservant comme objectifs des mondiaux 2017 de Lahti et les Jeux olympiques de 2018 de Pyeongchang.
Lors de son retour en 2016-2017, elle ne parvient pas à se qualifier lors des deux sprints auxquels elle participe, puis dispute un quart de finale lors du sprint du tour de ski à Val Mustair. Lors du sprint de Toblach, elle échoue en demi-finale. Elle renoue avec une finale dans un sprint à Falun où elle termine cinquième. Elle participe à la première épreuve des mondiaux 2017 de Lahti, un sprint libre. Dans une course privée de Marit Bjørgen éliminée dès les quarts de finale, de Stina Nilsson et Natalia Matveeva qui chûtent dans une demi-finale relevée avec également la présence de Falla et Randall, de Heidi Weng troisième et élimée dans l'autre demi-finale, elle termine troisième derrière Maiken Caspersen Falla et Jessica Diggins, une troisième Américaine Sophie Caldwell participant également à cette finale.
Près de trois ans son dernier podium en coupe du monde, à Lahti en mars 2015, elle termine à la troisième place du sprint de Davos, derrière Stina Nilsson et Maiken Caspersen Falla. Lors du sprint de Lenzerheide, première épreuve du tour de ski, elle termine 44e des qualifications et ne parvient pas à se qualifier pour les quarts de finale, puis ne prend pas le départ de l'épreuve du lendemain. Lors du sprint de Dresde, elle ne parvient pas à se qualifier ; lors de cette étape, elle est associée à Caitlin Patterson dans l'équipe 2 américaine, terminant à la huitième place. 23e d'un dix kilomètres classique à Planica, elle obtient sa qualification lors du sprint de Seefeld, terminant finalement 14e après son élimination en quart de finale. Le lendemain, pour sa dernière course avant les Jeux, elle termine quatorzième d'un dix kilomètres mass-start. Blessée au pied durant les mois de décembre et janvier. elle termine 40e du skiathlon de sa première compétition des Jeux olympiques de Pyeongchang. Lors du 4 × dix kilomètres, elle est la troisième relayeuse américaine, après Sophie Caldwell et Sadie Bjornsen, replaçant son équipe de la huitième à la sixième place avant que Diggins ne finisse en cinquième position, le meilleur résultat du relais féminin américain aux Jeux olympiques. Choisie après les derniers entraînements, sa puissance devant être un avantage sur le parcours du sprint par équipes.  Elle est associée à Diggins qui bat au sprint la Suédoise Stina Nilsson au sprint. Lors de ces Jeux, elle est élue au sein de la commission des athlètes du Comité international olympique.
Quelques mois plus tard, en juillet, elle annonce souffrir d'un cancer du sein. Un traitement à base de chimiothérapie réduit à raison de la tumeur.

## Palmarès

### Jeux olympiques d'hiver
Kikkan Randall a pris part à cinq éditions des Jeux olympiques d'hiver avec pour meilleur résultat une 8e place en individuel lors du sprint style classique en 2010. Son meilleur résultat est une cinquième place lors du relais des Jeux de 2018.
| Épreuve / Édition      | Sprint                           | Sprint                           | 10 km                            | 10 km                            | Poursuite / Skiathlon 2 × 7,5 km | 30 km | Relais                           | Relais   |
| Épreuve / Édition      | libre                            | classique                        | libre                            | classique                        | Poursuite / Skiathlon 2 × 7,5 km | 30 km | Sprint                           | 4 × 5 km |
| JO 2002 Salt Lake City | 44e                              | Épreuve inexistante à cette date | —                                | —                                | —                                | —     | Épreuve inexistante à cette date | —        |
| JO 2006 Turin          | 9e                               | Épreuve inexistante à cette date | Épreuve inexistante à cette date | 14e                              | —                                | —     | 10e                              | 14e      |
| JO 2010 Vancouver      | Épreuve inexistante à cette date | 8e                               | —                                | Épreuve inexistante à cette date | —                                | 23e   | —                                | 11e      |
| JO 2014 Sotchi         | 18e                              | Épreuve inexistante à cette date | Épreuve inexistante à cette date | —                                | —                                | 28e   | 8e                               | 9e       |
| JO 2018 Pyeongchang    | Épreuve inexistante à cette date | —                                | 16e                              | Épreuve inexistante à cette date | 40e                              |       | Médaille d'or, Jeux olympiques   | 5e       |

Légende :
- : pas d'épreuve
- — :  Épreuve non disputée par Kikkan Randall

### Championnats du monde
Kikkan Randall compte neuf participations aux Championnats du monde entre 2001 et 2017. Elle remporte une médaille d'argent en sprint en style libre en 2009 et une en or au sprint par équipes en 2013 avec Jessica Diggins. ce dernier titre est le premier de l'histoire pour les États-Unis en ski de fond. En 2017, elle remporte une nouvelle médaille individuelle, le bronze, lors du sprint.
| Épreuve / Édition           | Sprint                           | Sprint                           | 10 km                            | 10 km                            | Poursuite / Skiathlon 2 × 7,5 km | 30 km                            | Relais                           | Relais   |
| Épreuve / Édition           | libre                            | classique                        | libre                            | classique                        | Poursuite / Skiathlon 2 × 7,5 km | 30 km                            | Sprint                           | 4 × 5 km |
| Mondiaux 2001 Lahti         | 34e                              | Épreuve inexistante à cette date | Épreuve inexistante à cette date | — —                              | —                                | Épreuve inexistante à cette date | Épreuve inexistante à cette date | —        |
| Mondiaux 2003 Val di Fiemme | 39e                              | Épreuve inexistante à cette date | Épreuve inexistante à cette date | 50e —                            | 54e                              | —                                | Épreuve inexistante à cette date | —        |
| Mondiaux 2005 Lahti         | Épreuve inexistante à cette date | 29e                              | 65e                              | Épreuve inexistante à cette date | —                                | —                                | 14e                              | 15e      |
| Mondiaux 2007 Sapporo       | Épreuve inexistante à cette date | 22e                              | —                                | Épreuve inexistante à cette date | 41e                              | —                                | 11e                              | 14e      |
| Mondiaux 2009 Liberec       | Médaille d'argent, monde         | Épreuve inexistante à cette date | Épreuve inexistante à cette date | 26e                              | —                                | —                                | 10e                              | 13e      |
| Mondiaux 2011 Oslo          | 26e                              | Épreuve inexistante à cette date | Épreuve inexistante à cette date | 32e                              | —                                | 18e                              | 9e                               | 9e       |
| Mondiaux 2013 Val di Fiemme | Épreuve inexistante à cette date | 19e                              | 30e                              | Épreuve inexistante à cette date | —                                | —                                | Médaille d'or, monde             | 4e       |
| Mondiaux 2015 Falun         | Épreuve inexistante à cette date | 35e                              | 15e                              | Épreuve inexistante à cette date | 31e                              | —                                | —                                | —        |
| Mondiaux 2017 Lahti         | Médaille de bronze, monde        | Épreuve inexistante à cette date | Épreuve inexistante à cette date | 26e                              | 17e                              |                                  | —                                |          |

Légende :
- : première place, médaille d'or
- : deuxième place, médaille d'argent
- : troisième place, médaille de bronze
- — :  Épreuve non disputée par Kikkan Randall
- : pas d'épreuve

### Coupe du monde
- Meilleur classement général : 3e en 2013.
- 3 petits globes de cristal :
  - Vainqueur du classement du sprint en 2012, 2013 et en 2014.
- 27 podiums : 
  - 22 podiums en épreuve individuelle : 11 victoires, 5 deuxièmes places et 6 troisièmes places.
  - 5 podiums en épreuve par équipes : 1 victoire, 2 deuxièmes places et 2 troisièmes places.

#### Courses par étapes
- 7 podiums d'étape, dont 2 victoires :
  - Vainqueur du prologue et de la 3e étape (sprint) du Tour de ski 2012-2013.

#### Détail des victoires
Première américaine à gagner, Kikkan Randall compte onze victoires individuelles en Coupe du monde, toutes obtenues en sprint en style libre. 
| Épreuve / Édition | Sprint                            | Sprint    | 10 km | 10 km     | Poursuite / Skiathlon 2 × 7,5 km | 30 km libre | 30 km libre | Tour de ski ou Finales ou Nordic Opening |
| Épreuve / Édition | libre                             | classique | libre | classique | Poursuite / Skiathlon 2 × 7,5 km | libre       | classique   | Tour de ski ou Finales ou Nordic Opening |
| 2007-08           | Rybinsk                           |           |       |           |                                  |             |             |                                          |
| 2008-09           |                                   |           |       |           |                                  |             |             |                                          |
| 2009-10           |                                   |           |       |           |                                  |             |             |                                          |
| 2010-11           | Liberec Drammen                   |           |       |           |                                  |             |             |                                          |
| 2011-12           | Düsseldorf Davos                  |           |       |           |                                  |             |             |                                          |
| 2012-13           | Québec Sotchi Lahti               |           |       |           |                                  |             |             |                                          |
| 2013-14           | Nové Město Szklarska Poręba Lahti |           |       |           |                                  |             |             |                                          |

##### Victoires d'étapes
| Date             | Lieu        | pays      | Compétition | Discipline |
| ---------------- | ----------- | --------- | ----------- | ---------- |
| 29 décembre 2012 | Oberhof     | Allemagne | Tour de Ski | 3 km TL    |
| 1 janvier 2013   | Val Müstair | Suisse    | Tour de Ski | SP TL      |

Légende :

TC = classique

TL = libre

MS = départ en masse

HS = départ avec handicap

PU = poursuite

#### Classements en Coupe du monde
Kikkan Randall a remporté le petit globe de cristal du sprint en 2012, 2013 et en 2014 ; au classement général, son meilleur résultat est une 3e place obtenue en 2013. Son meilleur résultat dans une course par étapes est une 5e place lors du Nordic Opening en 2013.
| Saison / Épreuve | Saison / Épreuve | Général | Général | Distance | Distance | Sprint | Sprint |                                  | Tour de ski depuis 2007          | Finales depuis 2008              | Nordic Opening depuis 2011 |
| ---------------- | ---------------- | ------- | ------- | -------- | -------- | ------ | ------ | -------------------------------- | -------------------------------- | -------------------------------- | -------------------------- |
| Saison / Épreuve | Saison / Épreuve | Class.  | Points  | Class.   | Points   | Class. | Points |                                  | Tour de ski depuis 2007          | Finales depuis 2008              | Nordic Opening depuis 2011 |
| 2001             | 2001             | 97e     | 7       | —        | —        | 70e    | 7      | Épreuve inexistante à cette date | Épreuve inexistante à cette date | Épreuve inexistante à cette date |                            |
| 2002             | 2002             | —       | —       | —        | —        | —      | —      | Épreuve inexistante à cette date | Épreuve inexistante à cette date | Épreuve inexistante à cette date |                            |
| 2003             | 2003             | —       | —       | —        | —        | —      | —      | Épreuve inexistante à cette date | Épreuve inexistante à cette date | Épreuve inexistante à cette date |                            |
| 2004             | 2004             | —       | —       | —        | —        | —      | —      | Épreuve inexistante à cette date | Épreuve inexistante à cette date | Épreuve inexistante à cette date |                            |
| 2005             | 2005             | —       | —       | —        | —        | —      | —      | Épreuve inexistante à cette date | Épreuve inexistante à cette date | Épreuve inexistante à cette date |                            |
| 2006             | 2006             | 59e     | 48      | —        | —        | 34e    | 48     | Épreuve inexistante à cette date | Épreuve inexistante à cette date | Épreuve inexistante à cette date |                            |
| 2007             | 2007             | 30e     | 155     | —        | —        | 12e    | 155    | —                                | Épreuve inexistante à cette date | Épreuve inexistante à cette date |                            |
| 2008             | 2008             | 32e     | 198     | —        | —        | 15e    | 198    | —                                | —                                | Épreuve inexistante à cette date |                            |
| 2009             | 2009             | 46e     | 107     | 76e      | 8        | 25e    | 99     | —                                | 49e                              | Épreuve inexistante à cette date |                            |
| 2010             | 2010             | 37e     | 238     | 49e      | 49       | 18e    | 161    | —                                | 17e                              | Épreuve inexistante à cette date |                            |
| 2011             | 2011             | 10e     | 657     | 23e      | 136      | 3e     | 427    | 21e                              | 16e                              | 19e                              |                            |
| 2012             | 2012             | 5e      | 1307    | 14e      | 401      | 1re    | 658    | 10e                              | 8e                               | 6e                               |                            |
| 2013             | 2013             | 3e      | 1190    | 10e      | 398      | 1re    | 542    | 12e                              | 7e                               | 5e                               |                            |
| 2014             | 2014             | 6e      | 841     | 17e      | 153      | 1re    | 558    | —                                | 13e                              | 5e                               |                            |
| 2015             | 2015             | 43e     | 156     | 71e      | 15       | 17e    | 141    | Abandon                          | Épreuve inexistante à cette date | 58e                              |                            |
| 2017             | 2017             | 36e     | 168     | 45e      | 52       | 20e    | 116    | Abandon                          | —                                | —                                |                            |
| 2018             | 2018             | 31e     | 209     | 27e      | 103      | 22e    | 94     | Abandon                          | 43e                              | 25e                              |                            |

Légende :
- — : épreuve non disputée par Randall
- : pas d'épreuve

### Championnats du monde junior
En trois participations aux Championnats du monde juniors, Kikkan Randall n'a remporté aucune médaille, son meilleur résultat est une 6e place sprint en style libre en 2001 à Karpacz.
| Épreuve / Édition           | Sprint | Sprint                           | 5 km                             | 5 km                             | Poursuite 2 × 7,5 km             | Relais                           |
| Épreuve / Édition           | libre  | classique                        | libre                            | classique                        | Poursuite 2 × 7,5 km             | Relais                           |
| Mondiaux 2000 Strbske Pleso | 19e    | Épreuve inexistante à cette date | Épreuve inexistante à cette date | Épreuve inexistante à cette date | Épreuve inexistante à cette date | Épreuve inexistante à cette date |
| Mondiaux 2001 Karpacz       | 6e     | Épreuve inexistante à cette date | Épreuve inexistante à cette date | 23e                              | 36e                              | Épreuve inexistante à cette date |
| Mondiaux 2002 Schonach      | 19e    | Épreuve inexistante à cette date | 65e                              | Épreuve inexistante à cette date | Épreuve inexistante à cette date | Épreuve inexistante à cette date |